# 類的存在
類的存在（るいてきそんざい）とはカール・マルクス、モーゼス・ヘスらによって提唱された人間に対する概念。カール・マルクスが言うには、人間というのは相互の生産共同体において他人とともに共同生活を営む社会的存在であり、このような存在が類的存在と呼ぶべき存在であるということである。このような類的存在のような思想はマルクス以前より存在していたが、マルクス以前の学者によれば、人間の共同生活というのは愛を中核としてなしていたのに対し、マルクスは労働や生産が共同生活の中核をなしているという事が異なっているところである。モーゼス・ヘスも類的存在という概念を持っていたが、ヘスによれば類的存在というのは人間のみならずあらゆる生物が類的存在であるとのこと。ヘスによれば生物というのは生活活動の交換が、人間の行っている類的行為のようなものであるとのことである。生物というのはより大きな同一の有機体の個々の分肢として、相互に生活要素を共有し離れがたく結びついているとのこと。このことから生物にとっては生活の手段というのは生産的な生活活動の交換ということであり、このような生活を行う存在が類的存在というわけである。